# Храм Эману-Эль
Храм Эману-Эль (англ. Temple Emanu-El) — реформистская синагога в городе Гонолулу, штат Гавайи, США.

## История
Архитектором храма Эману-Эль был Эдвард Суллам, а строительными работами руководил был Т. Такахаси. Здание синагоги было освящено в 1960 году под духовным руководством раввина Роя А. Розенберга.

## Святыни

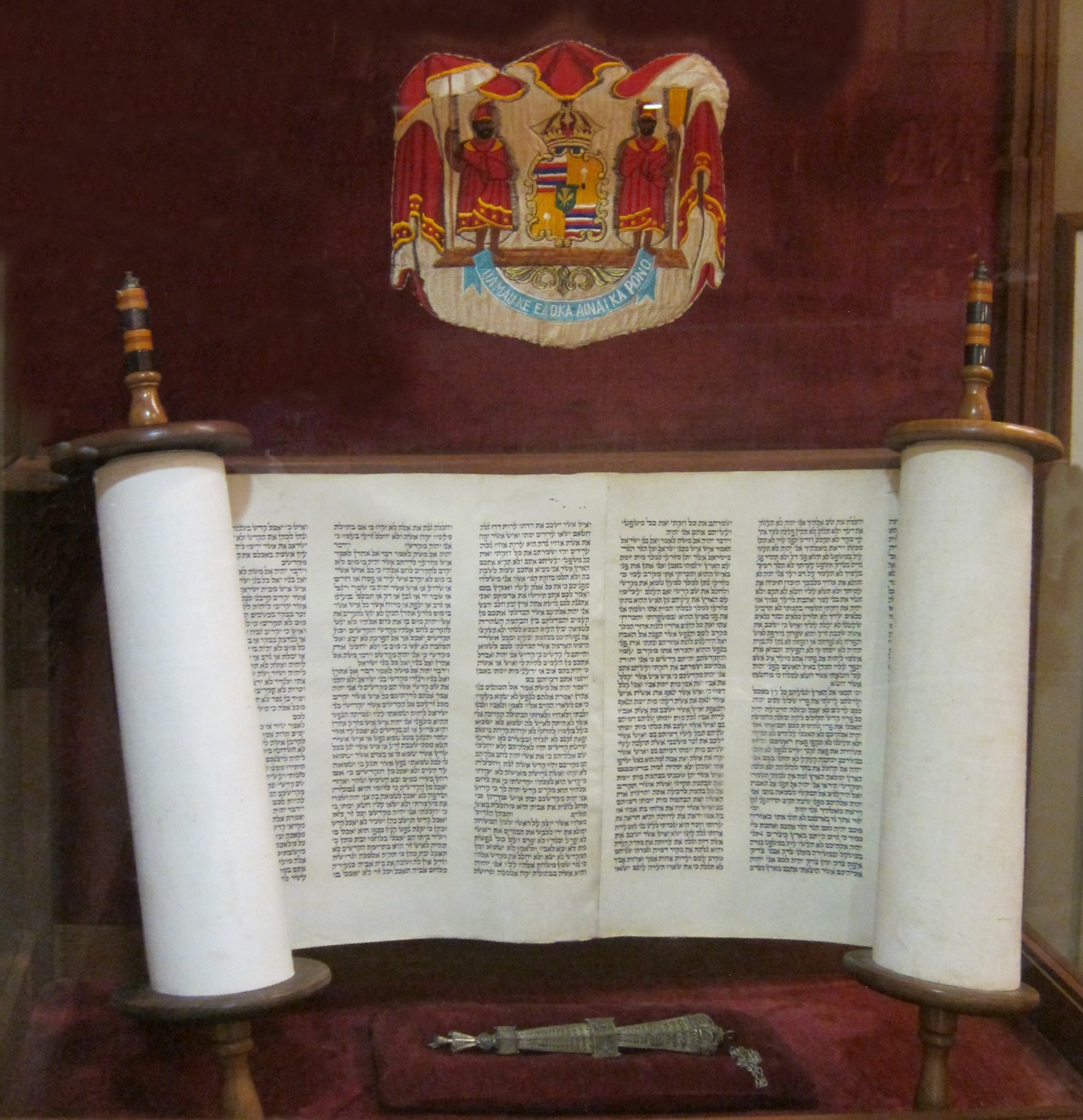
Тора и Яд Элиаса Абрахама Розенберга

Раввин Элиас Абрахам Розенберг приехал на Гавайи из Сан-Франциско в 1886 году. Он подружился с последним королем Гавайских островов Калакауа рассказывая ему истории из Ветхого Завета и преподавая ему иврит. В 1887 году из-за политических волнений Розенберг был вынужден вернуться в Сан-Франциско. Перед отъездом оставил свою Тору и Яд (указатель Торы) королю. Королевская семья передала Тору и Яд Розенберга в храм Эману-Эль и теперь они постоянно находятся в главном святилище.